# Papa João XXI
João XXI, nascido Pedro Julião Rebolo, mais conhecido como Pedro Hispano; (Lisboa, 1215 – Viterbo, 20 de maio de 1277) foi o 187.º Papa da Igreja Católica, de 8 de setembro de 1276 até a data de sua morte, tendo sido também um famoso médico, filósofo, teólogo, professor e matemático português do século XIII.
Foi sucessivamente conhecido pelos nomes Pedro Julião, Pedro Hispano, como académico, e João XXI, como pontífice.
Alguns autores indicam como data de nascimento o ano de 1205, outros que foi antes de 1210, possivelmente em 1205 ou 1207 e outros ainda entre 1210 e 1220.

## História pessoal

### Dados genealógicos e heráldicos
Pedro Julião, ou Pedro Hispano, nasce em Lisboa, no então Reino de Portugal, em data não conhecida, mas seguramente antes de 1226, filho de Julião Pais Rebolo, médico, cuja profissão segue, e de sua mulher Mor Mendes, e irmão de Gil Julião Rebolo (embora Luís Ribeiro Soares defenda que possa ter sido filho do chanceler de D. Sancho I, Mestre Julião Pais, o qual foi identificado como sendo a mesma pessoa). 
Usou as Armas dos Rebolo, que são: de vermelho, três rebolos de ouro vazios do campo postos em roquete. A moderna representação da Heráldica do Papa João XXI apresenta um escudo esquartelado, que tem o 1.º e 4.º quartéis de vermelho, carregado com três crescentes de prata, postos em roquete. Trata-se, na verdade, duma interpretação errada das armas dos Rebolo, que são um escudo de vermelho, carregado com três rebolos de ouro furados no meio, postos em roquete. Algumas representações mais antigas, ainda assim muito posteriores, que terão sido feitas com base nalguma imagem já deteriorada, poderão ter feito parecer esse três rebolos furados com três crescentes, devendo-se a mudança do metal a fenómeno idêntico. Mas poucas dúvidas poderão restar de que as três peças são rebolos furados e não crescentes.

### Estudos
Começou os seus estudos na escola episcopal da catedral de Lisboa, tendo mais tarde estudado na Universidade de Paris (alguns historiadores afirmam que terá sido na Universidade de Montpellier) com mestres notáveis, como São Alberto Magno, e tendo por condiscípulos Santo Tomás de Aquino e São Boaventura, grandes nomes do cristianismo. Lá estuda medicina e teologia, dedicando especial atenção a palestras de dialética, lógica e sobretudo a física e metafísica de Aristóteles.
Entre 1246 e 1252 ensinou medicina na Universidade de Siena, onde escreveu algumas obras, de entre as quais se destaca o Tratado Summulæ Logicales que foi o manual de referência sobre lógica aristotélica durante mais de trezentos anos, nas universidades europeias, com 260 edições em toda a Europa, traduzido para grego e hebraico.

Prova da sua vastíssima cultura científica encontra-se na obra De oculo, um tratado de oftalmologia, que conhece ampla difusão nas universidades europeias. Quando Miguel Ângelo adoece gravemente dos olhos, devido ao árduo labor consumido na decoração da Capela Sistina, encontra remédio numa receita de Pedro Julião. É de sua autoria o Thesaurus Pauperum ("tesouro dos pobres"), em que trata de várias doenças e suas curas, com cerca de uma centena de edições e que foi traduzido para 12 línguas. 

Thesaurus pauperum

Já no domínio da Teologia é autor de Comentários ao pseudo-Dionísio e Scientia libri de anima. Encontra-se por publicar a obra De tuenda valetudine, manuscrita em Paris, dedicada a Branca de Castela, esposa do rei Luís VIII de França, filha de Afonso IX de Castela.

### Sacerdócio
Antes de 1261, ano em que é eleito decano da Sé de Lisboa, Pedro Julião ingressa no sacerdócio. O rei Afonso III de Portugal confia-lhe o priorado da Igreja de Santo André (Mafra) em 1263, posto o que é elevado a cónego e deão da Sé de Lisboa, Tesoureiro-mor na Sé do Porto e Dom Prior na Colegiada Real de Santa Maria de Guimarães.

### Arcebispo de Braga e Cardeal
Após a morte de Dom Martinho Geraldes, Pedro Julião é nomeado Arcebispo de Braga pelo Papa Gregório X, em 1273. Um ano depois, participa no XIV Concílio Ecuménico de Lião, altura em que Gregório X o eleva a Cardeal-bispo com o título de Tusculum-Frascati, da Diocese suburbicária de Frascati, o que permite ao pontífice poder contar com os serviços médicos do sábio português. Regressa ao Arcebispado de Braga, até ser nomeado o sucessor, Dom Sancho. De volta à corte pontifícia, Gregório X nomeia-o seu médico principal (arquiathros) em 1275.
A eleição de Pedro Julião, em conclave realizado em Viterbo, após a morte do Papa Adriano V, a 18 de agosto de 1276, decorre num período muito perturbado por tensões políticas e religiosas e com alguns cardeais a sofrer violências físicas. É eleito Papa a 13 de setembro e coroado a 20 de setembro de 1276, e adota o nome de João XXI.

## Pontificado
João XXI irá marcar o seu breve pontificado (de pouco mais de 8 meses) pela fidelidade ao XIV Concílio Ecuménico de Lyon. Apressa-se a mandar castigar, em tribunal criado para o efeito, os que haviam molestado os cardeais presentes no conclave que o elegera.
Embora sem grande sucesso, leva por diante a missão encetada por Gregório X de reunir a Igreja Grega à Igreja do Ocidente. Esforça-se por libertar a Terra Santa em poder dos turcos.
Tenta reconciliar grandes nações europeias, como França, Germânia e Castela, dentro do espírito da unidade cristã. Neste sentido, envia legados a Rodolfo de Habsburgo e a Carlos de Anjou, sem sucesso.
Pontífice dotado de rara simplicidade, recebe em audiência tanto os ricos como os pobres. Dante Alighieri, poeta italiano (1265-1321), na sua famosa Divina Comédia, coloca a alma de João XXI no Paraíso, entre as almas que rodeiam a alma de São Boaventura, apelidando-o de "aquele que brilha em doze livros", menção clara a doze tratados escritos pelo erudito pontífice português. O rei Afonso X de Leão e Castela, o Sábio, avô de Dom Dinis de Portugal, elogia-o em forma de canção no "Paraíso", canto XII. Mecenas de artistas e estudantes, é tido na sua época por 'egrégio varão de letras', 'grande filósofo', 'clérigo universal' e 'completo cientista físico e naturalista'.
Mais dado ao estudo que às tarefas pontifícias, João XXI delega no Cardeal Orsini, o futuro Papa Nicolau III, os assuntos correntes da Sé Apostólica. Ao sentir-se doente, retira-se para a cidade de Viterbo, onde morre a 20 de maio de 1277, vitimado pelo desmoronamento das paredes do seu aposento, estando o palácio apostólico em obras. É sepultado junto do altar-mor da Catedral de São Lourenço, naquela cidade.
No século XVI, durante os trabalhos de reconstrução do templo, os seus restos mortais são trasladados para um modesto e ignorado túmulo, mas nem aqui encontraram repouso definitivo. Durante décadas, o local onde foi sepultado Pedro Hispano esteve num acentuado estado de degradação
Através do contributo da Câmara Municipal de Lisboa, por João Soares então seu presidente, o mausoléu é colocado, a título definitivo, do lado do Evangelho na Catedral de Viterbo, a 28 de março de 2000.
Em 17 de Junho de 2025, foi inaugurada uma nova sepultura numa capela nova e própria junto ao Altar Maior na Catedral de Viterbo. A cerimónia de inauguração contou com as presenças do cardeal D. José Tolentino de Mendonça, do patriarca de Lisboa, D. Rui Valério, e do vice-presidente da Câmara Municipal de Lisboa, Filipe Anacoreta Correia.

## Obras de Pedro Hispano

### Obras atribuídas[11][12]
1. Anathomia Corporis
2. De apostemate maturando
3. De curis oculorum
4. De hiis qui maleficiis impediti
5. Thesaurus pauperum[13]
6. Summulae Logicales

## Homenagens

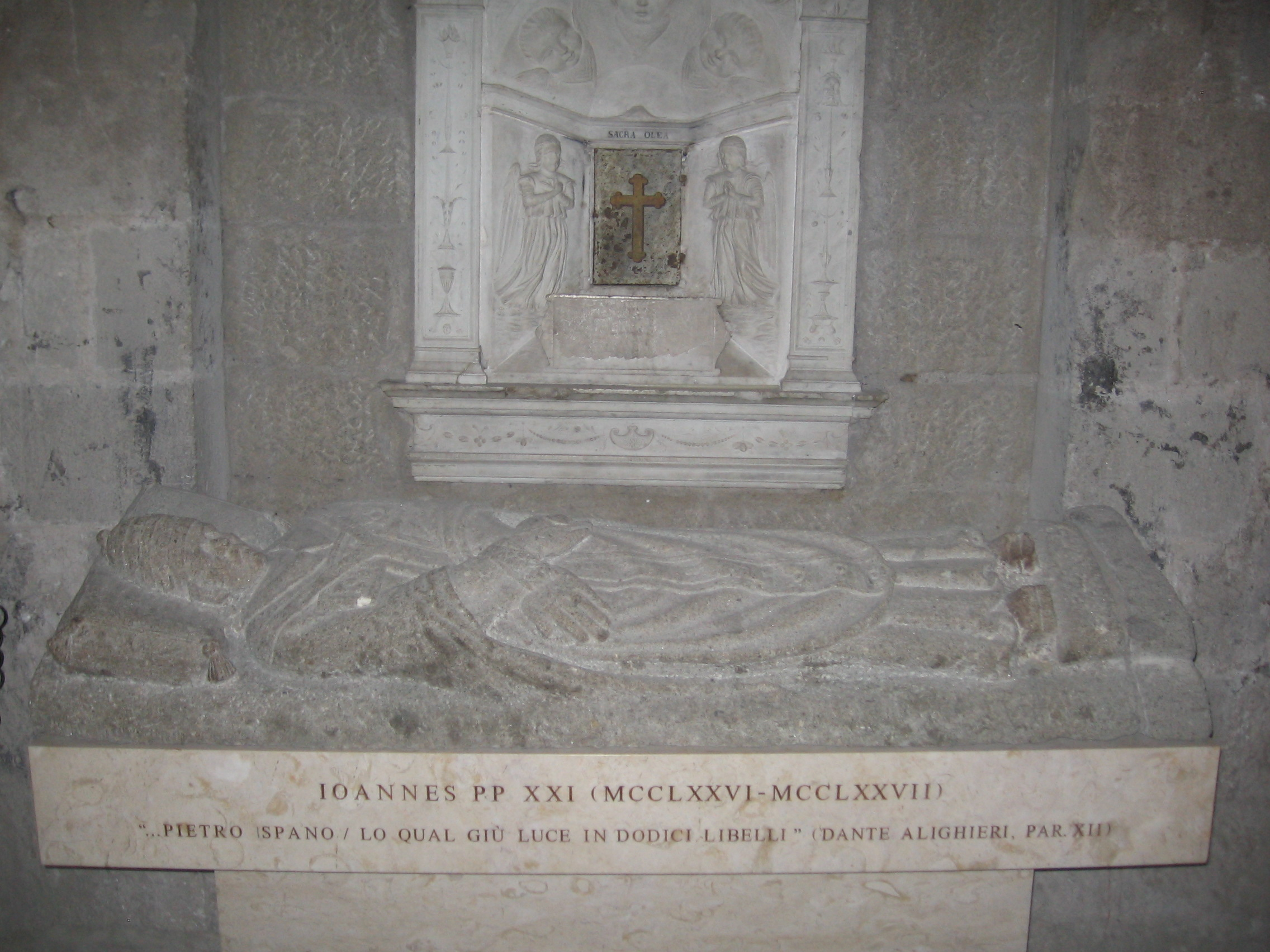
O sarcófago de João XXI na Catedral de Viterbo.

O seu nome foi dado ao Hospital Pedro Hispano e à Estação Pedro Hispano, ambos em Matosinhos, à Avenida Pedro Hispano em Joane, à Avenida João XXI, em Lisboa, Braga e Vermoim, e ao Instituto Pedro Hispano, em Granja do Ulmeiro, no concelho de Soure, no distrito de Coimbra.

## Fonte
- Cunha, Dom Rodrigo da (1634). Primeira (-segunda) parte, da historia ecclesiastica dos arcebispos de Braga, e dos Santos, e Varoes illustres, que florecerão neste arcebispado. Por dom Rodrigo da Cunha arcebispo, & senhor de Braga, primàz das Hespanhas. 1. Braga: Manuel Cardoso. 482 páginas
- SOARES, Luis Ribeiro (1993) Pedro Hispano na Corte do Rei Sábio?, Lisboa: APH, Anais da Academia Portuguesa da História 2ª s., 33, 67-76.
- Universidade de Coimbra (1830). Serie chronologica dos prelados conhecidos da igreja de Braga, desde a fundação da mesma igreja até o presente tempo. Precedida de uma breve Noticia de Braga Antiga, e seguido de um Catalogo dos Bispos Titulares, Coadjutores do Arcepispado. Coimbra: Real Imprensa da Universidade de Coimbra